# Black Smoke
"Black Smoke" é uma música cantada pela cantora alemã Ann Sophie. Esta foi a música escolhida pela Alemanha para representar o país no Festival Eurovisão da Canção 2015, em Viena, na Áustria.
Foi a décima-sétima a cantar na noite da final, depois da canção da Montenegro "Adio" e antes da canção da Polónia "In The Name of Love". A canção terminou em 27º e último lugar com 0 pontos.